# Diocese da África
A Diocese da África foi uma diocese do período final do Império Romano que incorporava todas as províncias romanas do norte da África com exceção da Mauritânia Tingitana, que estava subordinada à Diocese da Gália. Sua capital era Cartago e ela era parte da prefeitura pretoriana da Itália e África.

## Subdivisões
A diocese estava dividida em diversas províncias:
- África Proconsular (também chamada de Zeugitana)
- Bizacena
- Mauritânia Sitifense
- Mauritânia Cesariense
- Numídia Cirtense
- Numídia Militiana
- Tripolitânia

Tendo em mente a geografia moderna, a Diocese da África incluía toda a costa da Argélia e da Tunísia, mais algumas regiões montanhosas no interior e a metade ocidental da costa da Líbia.

## História
A Diocese da África foi criada durante as reformas de Diocleciano e Constantino I no final do século III e foi destruída quando os vândalos a invadiram na década de 430. A organização provincial foi mantida sob o comando dos novos senhores e, depois que eles foram derrotados por Belisário na Guerra Vândala, as províncias da região foram novamente reagrupadas, mas desta vez na prefeitura pretoriana da África.